# Gavin Bryars

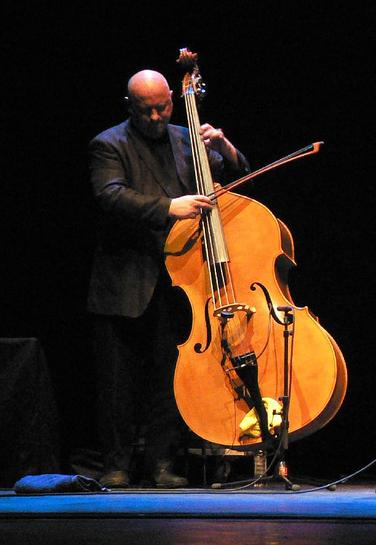
Gavin Bryars foto van Andy Newcombe

Richard Gavin Bryars (Goole (East Riding of Yorkshire), 16 januari 1943) is een Brits componist, muziekpedagoog en contrabassist.

## Levensloop
Bryars studeerde eerst filosofie aan de Universiteit van Sheffield. Later studeerde hij drie jaar muziek. Hij werkte in de vroege jaren zestig als bassist in het "trio Joseph Hoolbrooke" samen met Derek Bailey en Tony Oxley. Zij speelden meestal moderne jazz, maar ontdekten al spoedig de vrije improvisatie. Toen raakte hij geïnteresseerd in compositie. Voor een bepaalde tijd werkte hij samen met John Cage en zijn New York School. Hij kwam ook in contact met Morton Feldman en Earle Brown en hield zich uitgebreid bezig met het minimalisme. Hij werkte ook samen met de componisten Cornelius Cardew en John White.
Hij doceerde van 1969 tot 1978 aan de afdeling voor schone kunsten van de Universiteit van Portsmouth in Portsmouth (Engeland) en was medeoprichter van de muziekafdeling van de toenmalige polytechnische Hoogeschool van Leicester (Engeland), nu de De Montfort University. Aan de laatstgenoemde universiteit was hij van 1986 tot 1994 hoogleraar muziek. In deze tijd was hij ook contrabassist in de Portsmouth Sinfonia.
Bryars schreef veel werken voor muziektheater, maar ook voor orkest, zangstem en kamerensemble. Hij woont in Engeland en deels aan de westkust van Canada.

## Bekendste werken
De eerste bekende compositie was in 1969 The Sinking of the Titanic. In dit werk hebben de musici de mogelijkheid een reeks van diverse klank- en andere bronnen in te zetten, die samenhangen met de ondergang van de RMS Titanic. In 1991 maakte de Israëlische choreograaf Ohad Naharin in opdracht van het Nederlands Dans Theater het dansstuk Sinking of the Titanic op deze muziek.
Een ander vroeg werk is Jesus' Blood Never Failed Me Yet uit 1971, dat gebaseerd is op een gesproken/gezongen tekst van een dakloze wiens stem Bryars had vastgelegd in de buurt van het station London Waterloo. In deze uiting van conceptuele kunst wordt de refreinregel van de gelijknamige hymne op geluidsband eindeloos herhaald. Hierop worden verschillende, toenemend complexe orkestrale delen gelegd, die live gespeeld worden. De hiervan geproduceerde cd heeft een tijdsduur van 74 minuten. Op een latere cd-opname zingt Tom Waits na een aantal malen mee met de oorspronkelijke opname van de stem van de zwerver.

## Composities

### Werken voor orkest
- 1969 The Sinking of the Titanic, voor wisselende bezetting (mogelijke materialen: stereo geluidsbanden, strijkers-ensemble, slagwerk, diepe koperblazers, koperkwartet, basklarinet, cassettebanden met gesproken tekst, toetseninstrumenten, 35 mm slides, gevisualiseerde sound-effecten, muziekbox) - première: 1972, Londen, Queen Elizabeth Hall
- 1978 2e suite uit de opera "Irma", voor piano en strijkorkest
- 1979 The Cross-Channel Ferry, voor variabele bezetting
- 1983 Three Studies on Medea, voor 2 piano's, marimba, 2 vibrafoons, bells, bekken, klarinet, tenorhoorn, strijkers
- 1987 By The Vaar, voor contrabas solo en orkest
- 1991 The Green Ray, voor sopraansaxofoon solo en orkest
- 1994 The North Shore, gereviseerde versie voor altviool solo, harp solo, strijkorkest en slagwerk
- 1994 The East Coast, voor bas-hobo solo en kamerorkest
- 1995 Concerto, voor cello en orkest - (opgedragen aan Julian Lloyd Webber)
- 1999 The Porazzi Fragment, voor 21 solo strijkers
- 2000 Violin Concerto - "The Bulls of Bashan", voor viool en strijkorkest
- 2002 Double Bass Concerto "Farewell to St Petersburg", voor contrabas solo, 3-stemmig mannenkoor en orkest - tekst: Kukol'nik
- 2002 Introit, voor piano en strijkorkest
- 2004 New York, concert voor gestemd slagwerk-kwintet en kamerorkest
- 2010 The Solway Canal, pianoconcert voor Ralph van Raat

### Werken voor harmonie- en fanfareorkest
- 1982 Prelude à la Rrose (ook bekend als: Hymne à la Rrose), voor fanfareorkest (de instrumentatie is uitgericht op de bezetting van de fanfare Blainville-Crevon zoals afgebeeld op een fotografie vanuit 1894)
- 1993 Chambre d'écoute, voor gemengde instrumentatie (uit 3-4 contrabassen, tenorhoorns, klarinetten, basklarinetten, hoorns, slagwerk en piano) + 2 werken voor harmonieorkest uit hun eigen repertoire

### Muziektheater

#### Opera
| Voltooid in              | titel | aktes                       | première                                                                                  | libretto                                        |
| ------------------------ | --- | --------------------------- | ----------------------------------------------------------------------------------------- | ----------------------------------------------- |
| 1977                     | Irma realisatie van het werk van Tom Phillips                                                                                                  |                             | uitsluitend een langspeelplaat-opname                                                     |                                                 |
| 1984                     | CIVIL WarS; in samenwerking met: Robert Wilson                                                                                                 | (nog) onvoltooid            | gedeeltelijk: november 1994, Huddersfield                                                 | Paus Leo XIII                                   |
| 1982; rev.1984; rev.1995 | Medea |                             | 23 oktober 1984, Lyon, Opéra de Lyon; rev. versie 1995: 3 november 1995, Glasgow, Tramway | naar Euripides                                  |
| 1997                     | Doctor Ox's Experiment |                             | 15 juni 1999, Londen, English National Opera                                              | Blake Morrison naar een novelle van Jules Verne |
| 2001                     | G (Being the Confession and Last Testament of Johannes Gensfleisch, also known as Gutenberg, Master Printer, formerly of Strasbourg and Mainz) | Proloog, 2 aktes en epiloog | 23 februari 2002, Mainz, Staats Theater Mainz                                             | Blake Morrison                                  |

#### Ballet
| Voltooid in | titel                      | aktes               | première                                               | choreografie     |
| ----------- | -------------------------- | ------------------- | ------------------------------------------------------ | ---------------- |
| 1980        | Sidescraper                |                     | september 1980                                         | Christine Juffs  |
| 1981        | Sixteen                    |                     | 1981                                                   | Christine Juffs  |
| 1983        | Grey Windows               |                     | april 1983, Leicester, Phoenix Theatre Leicester       | Tony Thatcher    |
| 1984        | Outline                    |                     | 8 maart 1984, New York, Whitney Museum of American Art | Lucinda Childs   |
| 1990        | Four Elements              |                     | 16 november 1990, Oxford, Apollo Theatre Oxford        | Lucinda Childs   |
| 1994        | Wonderlawn                 |                     | 6 mei 1994, Brighton (Sussex), Gardner Arts Centre     | Laurie Booth     |
| 1995        | "2" (La La La Human Steps) |                     | 29 april 1995, Parijs, Theatre de la Ville             | Edouard Lock     |
| 1999        | Biped                      | 1 akte, 6 taferelen | 23 april 1999, Berkeley (Californië), Zellerbach Hall  | Merce Cunningham |
| 2007        | Amjad                      | zeventien deeltjes  | 20 april 2007, Ottawa, Centre National des Arts        | Edouard Lock     |

#### Toneelmuziek
- 1987 Summer and Smoke, bij het toneelstuk van Tennessee Williams - première: september 1987, Haymarket Theatre Leicester
- 1987-1988 Timon of Athens, bij het toneelstuk van William Shakespeare - première: februari 1988, Haymarket Theatre Leicester
- 1988 Easter, muziek bij het toneelstuk van August Strindberg - première: april 1988, Haymarket Theatre Leicester
- 1988 The Bells, bij het toneelstuk van Leopold Lewis - première: december 1988, Haymarket Theatre Leicester
- 1989 Murders in the Rue Morgue, bij het toneelstuk van Edgar Allan Poe - première: december 1989, Haymarket Theatre Leicester
- 1989 The Crucible, bij het toneelstuk van Arthur Miller - première: januari 1990, Haymarket Theatre Leicester
- 1990 The Winter's Tale, bij het toneelstuk van William Shakespeare - première: januari 1991, Haymarket Theatre Leicester
- 2007 To Define Happiness, bij het toneelstuk van Peeter Jalakas - première: 9 april 2007, Tallinn, Von Krahl Theatre

### Vocale muziek

#### Missen, cantates en gewijde muziek
- 1989 Cadman Requiem, voor alt, 2 tenoren, bas-bariton, 2 altviolen, cello (+ optional contrabas) (1e versie); 4 vocale solisten, viool consort (2 violen, 2 altviolen, 1 cello, 1 contrabas)
- 1990 After The Requiem, voor elektrische gitaar, 2 altviolen en cello
- 1993 The War in Heaven, cantate voor sopraansolo, altsolo, half gemengd koor, gemengd koor en orkest - tekst: uit Genesis A (7th Century Anglo-Saxon); Joe Chaikin en Sam Shepard
- 1997 Expressa Solis, voor 2 tenoren en bariton - tekst: Paus Leo XIII
- 1998 After the Requiem (Septet), voor elektrische gitaar, basklarinet, elektrisch keyboard, 2 altviolen, cello, contrabas
- 1998 Three Madrigals (from the First Book of Madrigals), voor alt, 2 tenoren, bariton (een groep) en alt, tenor en bariton (tweede groep) - tekst: Blake Morrison
- 2003 Psalm 83 (84), voor vijfstemmig gemengd koor
- 2003 Psalm 132 (133), voor gemengd koor, trompet en orgel
- 2006 Cadman Requiem, versie voor mannenkoor en orgel

#### Andere koormuziek
- 1983 On Photography, (gedeelte uit de opera "CIVIL WarS") voor gemengd koor, harmonium en piano - tekst: Paus Leo XIII
- 1988 Invention of Tradition, voor vrouwenkoor, blazers (altsaxofoon, klarinet, basklarinet, 5 trombones, eufonium, 2 tubas) en slagwerk (4 spelers) - (gecomponeerd ter gelegenheid van de opening van de Tate Gallery Liverpool)
- 1997 Three Poems of Cecco Angiolieri, voor gemengd koor - tekst: Cecco Angiolier
- 1999 Creation Hymn, voor gemengd koor, 2 dwarsfluiten, hobo, klarinet, 2 altsaxofoons, 2 trombones, 2 elektrische gitaren (3 spelers), handbells (5 spelers), 3 elektrisch keyboards (optional shakers), drumset, viool, 2 cello's (4 spelers), contrabas
- 2006 Silva Caledonia, voor mannenkoor
- 2006 A la dolce ombra de le belle frondi (Fourth Book of Madrigals No. 2), voor achtstemmig gemengd koor
- 2008 Memento, voor mannenkoor - tekst: Edwin Morgan
- 2008 The Summons, voor mannenkoor - tekst: Edwin Morgan
- 2011 Hitt blinda liðið

#### Muziek voor solozangstem(men)
- 1983 Effarene, (gedeelte uit de opera "CIVIL WarS") voor sopraan, mezzosopraan, 2 (originele versie: 4 piano's), 6 slagwerkers - tekst: Marie Curie, Etel Adnan, Paus Leo XIII en Jules Verne
- 1986 Pico's Flight, voor sopraan en orkest - tekst: naar Pico della Mirandola en Francis Bacon
- 1988 Glorious Hill, voor alt, twee tenoren en bariton - tekst: Pico della Mirandola
- 1989 Incipit Vita Nova, voor altsolo, viool, altviool en cello
- 1991 The Black River, voor sopraan en orgel - tekst: Jules Verne (from 20,000 "Leagues Under The Sea")
- 1991 The White Lodge, voor mezzosopraan, elektronica en digitale geluidsband
- 1992 The Leiden Riddle, voor mannenstemmen (alt, 2 tenoren, bariton, bas), 2 violen en orgel
- 1994 From Mina Harker's Journal, voor bariton en altviool - tekst: uit Bram Stoker's "Dracula"
- 1995 2 Songs from the Adnan Songbook, voor sopraan, basklarinet, elektrisch gitaar, 2 altviolen, cello en contrabas - tekst: Etel Adnan
- 1996 Adnan Songbook, liederen-cyclus voor sopraan, basklarinet (+ klarinet), elektrisch gitaar (+ akoestisch gitaar), 2 altviolen, cello en contrabas - tekst: Etel Adnan
- 1997 The Island Chapel, voor mezzosopraan, cello en keyboard (Korg M1)
- 1997 And so ended Kant's travelling in this world, voor 2 sopranen, alt, 2 tenoren, bariton en bas - tekst: Thomas De Quincey
- 1998 Planet Earth, voor alt en orkest - tekst: P.K. Page
- 1998 The Apple, voor alt, 6 cello's, 4 contrabassen en slagwerk (basdrum, tamtam, cymbal)
- 1999 When Harry Met Addie, voor sopraan en big-band
- 2000 Super Flumina, voor countertenor, 2 tenoren en bariton
- 2000 First Book of Madrigals, voor 4 en 3 zangstemen
- 2002 Second Book of Madrigals, voor zes stemmen
- 2002 I have heard it said that a spirit enters, voor alt (jazz) en orkest - tekst: Marilyn Bowering
- 2004 Third Book of Madrigals, voor sopraan, tenor, bas en luit
- 2004 Cycle Lauda Cortonese, liederen-cyclus voor sopraan (sopranen), tenor en bas
- 2004 Eight Irish Madrigals, voor sopraan, tenor, 2 altviolen, cello en contrabas
- 2004 Fourth Book of Madrigals, voor acht gemengde stemmen
- 2004 Cycle Lauda Cortonese
- # Lauda 26 "Plangiamo del crudel basciar", voor sopraan, tenor, altviool, cello en contrabas
- # Lauda 27 "Lauda vollio per amore", voor sopraan, tenor en contrabas
- # Lauda 28 "Amor dolce senza pare", voor sopraan, tenor, altviool, cello en contrabas
- # Lauda 29 "O divina virgo, flore", voor sopraan en bas
- 2004 From Egil's Saga, voor bas solo, gemengd koor, basklarinet, hoorn, strijkers en slagwerk - tekst: Egil Skalgrimsson (10e eeuw IJsland)
- 2005 Bibe Aquam, voor drie sopranen
- 2005 Lauda 30 "Stella nuova", voor drie sopranen, basklarinet en contrabas
- 2006 The Paper Nautilus, voor sopraan, mezzosopraan, 2 piano's en 6 slagwerkers
- 2007 Nothing like the Sun, 8 Shakespeare sonnetten voor sopraan, tenor, spreker en 8 instrumenten
- 2008 Ian in the Broch, voor bariton, solocontrabas, mannenkoor en strijkers - tekst: George Bruce
- 2008 Old Man and Sea, voor tenorsolo en harp - tekst: George Bruce

### Kamermuziek
- 1968 Mr Sunshine, ieder aantal van toetseninstrumenten inclusief een geprepareerde piano
- 1970 Pre Medieval Metrics, voor ongespecificeerd ensemble
- 1971 1,2,1-2-3-4, voor ongespecificeerd ensemble
- 1971 The Squirrel And The Ricketty-Racketty Bridge, voor 1 speler en 2 gitaristen (of een veelvoud ervan)
- 1975 Long Player, tot 3 strijkers en piano
- 1975 Ponukelian Melody, (originele versie): voor cello, tuba, rode orgel, tubular bells(3 spelers); ("tour" versie): klokken, marimba, pauken, violen, rode orgel, piano en contrabas ook voor 2 piano's - première: 26 januari 1980, Stedelijk Museum, Amsterdam
- 1976 Tra-La-La-Lira-Lira-Lay (oorspronkelijk getiteld: Detective Fiction and Related Subjects), voor cello, tuba, rode orgel, geluidsband/slides - première: 15 mei 1976, Antwerpen, ICC
- 1977 The Perfect Crime, voor 2 piano's, geluidsband, slagwerk, optional: slides, geluidsband
- 1977 White's SS, ("tour" versie): 2 piano's, 3 spelers aan een marimba, tuba
- 1977 Poggioli in Zaleski's Gazebo, voor piano, tuba, vibrafoon, xylofoon, bells
- 1978 Danse Dieppoise (ook bekend als: Danse à la Talouienne) voor hoorn, tuba, piano en vibrafoon
- 1978 My First Homage, voor 2 piano's, 1 or 2 vibrafoons, bas en/of tuba en/of basklarinet (2e instrumentatie)
- 1978 My First Homage, voor 2 saxofoons, 2 vibrafoons, piano, tuba, contrabas en slagwerk ("tour" versie)
- 1981 Prolegomenon to "Medea", voor klarinet, basklarinet, marimba, basmarimba, cello, contrabas, 2 toetsinstrumenten en pauken
- 1983 Les Fiançailles, voor 2 piano's (4- of 8 handig), strijkkwintet, met 2 vibrafoons en sizzle cymbal ad libitum
- 1983 Allegrasco, voor sopraansaxofoon (of klarinet) en piano
- 1985 Eglisak, voor 2 pianos, 2 violen en 2-3 slagwerkers
- 1985 Homage to Vivier, voor dwarsfluit, klarinet, vibrafoon en piano
- 1985 Strijkkwartet nr. 1 "Between the National and the Bristol"
- 1985 Viennese Dance No 1, voor hoorn en 6 slagwerkers
- 1986 Sub Rosa, voor klarinet, blokfluit, vibrafoon, viool, piano en contrabas
- 1986 Pavane, voor hoorn, viool, 3 slagwerkers en contrabas
- 1987 The Old Tower of Löbenicht, voor piano, hoorn, basklarinet, viool (of altviool), cello, contrabas, elektrische gitaar, 2 slagwerkers (vibrafoon, tam-tam, sizzle cymbal, marimba, bells)
- 1989 Alaric I or II, voor saxofoonkwartet
- 1990 Strijkkwartet nr. 2
- 1990 The Corinthian Middle, voor twee violen
- 1992 A Man in a Room, Gambling, voor spreker en strijkkwartet
- 1992 Die Letzten Tage, voor twee violen
- 1992 Alaric III, voor bassethoorn/basklarinet, viool, piano, elektrisch keyboard (Korg M1), 2 elektronisch slagwerk
- 1993 The North Shore, voor altviool en piano (originele versie)
- 1994 Three Elegies for Nine Clarinets, voor 4 Bes klarinetten, 2 altklarinetten, 2 basklarinetten, 1 contrabasklarinet, (optional basdrum, Tam-Tam, Tubular bells)
- 1994 Wonderlawn, voor elektrische gitaar, altviool, cello, contrabas (met pedalen)
- 1995 The South Downs, voor cello en piano
- 1998 Strijkkwartet nr. 3
- 1998 Intermezzo, voor klarinet, cello en piano
- 1999 Unless The Eye Catch Fire..., voor basklarinet, piano, 2 altviolen, cello, contrabas en slagwerk (een speler: bells, vibrafoon, tam-tam, basdrum)
- 2001 With Miriam by the river, voor cello en piano
- 2002 Lauda (con sordino), voor cello solo, piano en elektrische gitaar
- 2005 Creamer Etudes, voor dwarsfluit/piccolo, althobo, basklarinet/klarinet, fagot/contrafagot, slagwerk, piano, altviool en contrabas

### Werken voor toetsinstrumenten

#### Orgel
- 1999 A Time and a Place
- 2001 Gutenberg's Farewell

#### Piano
- 1970 The Ride Cymbal And The Band That Caused The Fire In The Sycamore Trees, voor 1 tot 2 geprepareerde piano's
- 1977 1e suite uit de opera "Irma", voor twee piano's
- 1977 White's SS, (originele versie): voor twee piano's
- 1977 Out of Zaleski's Gazebo, voor twee piano's (zes- of achthandig)
- 1978 My First Homage, voor twee piano's (1e instrumentatie)
- 1979 Ramsey's Lamp, voor twee piano's zeshandig
- 1979 Sforzesco Sforzando, voor vier piano's

#### Klavecimbel
- 1995 After Handel's Vesper

### Werken voor slagwerk
- 1976 White To Play (And Win), voor cowbells, woodblocks en music box - première: 1 februari 1976, Brussel, Paleis van Schone Kunsten (Brussel)
- 1977 R + 7, voor slagwerkduo
- 1994 One Last Bar Then Joe Can Sing, voor vijf slagwerkers

### Werken voor historische Japanse instrumenten
- 2001 Toru's Mist, voor Shakuhachi, viool, piano en Japans ongestemd slagwerk

### Werken voor radio geschreven
- 2001 I send you this Cadmium Red, bij een dialoog van John Berger en John Christie, voor basklarinet, elektrische gitaar, altviool, contrabas

### Elektronische muziek
- 1968 A Must For All Sibelians, voor geluidsband
- 1970 Serenely Beaming And Leaning On a Five-Barred Gate, voor spreekstemmen en geluidsband
- 1970 To Gain The Affections Of Miss Dwyer Even For One Short Minute Would Benefit Me No End, voor elektronica
- 1970 A Game Of Football, een stuk, dat met het geluid vanuit het leefmilieu werkt
- 1971 Jesus' Blood Never Failed Me Yet, voor geluidsband en ensemble